# Baji quan
Baji Quan (bazjie tsjen), ook wel bekend onder de naam "Kaimen Baji Quan" (open deur acht extremen boksen), is een Chinese krijgskunst die haar ontstaan vindt in 1775.
Wu Zhong leerde deze methode, volgens de legende, van een dolende monnik.
Mengcun, een dorpje in de provincie Hebei wordt beschouwd als de geboorteplaats van deze krijgskunst.
Baji is een eenvoudig systeem dat maximum effect heeft op korte afstand.
De krijgskunst is voornamelijk naar praktijk gericht. Een van de belangrijkste richtlijnen is ook dat men technieken mag toevoegen als deze getest zijn in praktijk.
Door dit te handhaven zijn er in de loop van de geschiedenis verschillende vertakkingen ontstaan.
Allen hebben dezelfde basis en overeenkomsten maar toch kan je verschillen vaststellen.
In China is Baji bekend voor zijn effectiviteit. Zowel Mao, de laatste keizer als Chiang Kai-shek hadden bodyguards die allen Baji beoefenden.